# Liste de résistants en France
Cet article contient une liste de personnalités qui se sont engagées dans la Résistance intérieure française durant la Seconde Guerre mondiale.
Le service secret britannique Special Operations Executive (SOE) fait l'objet de deux listes spécifiques et d'une catégorie :
- Liste des agents du SOE,
- Liste des dirigeants du SOE,
- Catégorie:Special Operations Executive.

- Haut – A
- B
- C
- D
- E
- F
- G
- H
- I
- J
- K
- L
- M
- N
- O
- P
- Q
- R
- S
- T
- U
- V
- W
- X
- Y
- Z

## A
| Nom                                       | Motif | Reconnaissance |
| ----------------------------------------- | --- | --- |
| André Aalberg alias Dieudonné, Jean-Louis | Membre du réseau Mithridate. | Compagnon de la Libération, médaille de la Résistance.                                                                            |
| Simone Abat                               | Membre des Francs-tireurs et partisans                                                                                              | Morte pour la France. |
| Henri Abbadie                             | Chef du mouvement Combat à Perpignan.                                                                                               | |
| Yvonne Abbas                              | Résistante communiste (distribution de tracts). Déportée à Ravensbrück.                                                             | Croix du combattant volontaire de la Résistance, médaille militaire.                                                              |
| Abbé Pierre                               | Création de maquis dans le massif du Vercors et le massif de la Chartreuse.                                                         | Croix de guerre 1939-1945, médaille de la Résistance, médaille des évadés, croix du combattant volontaire, croix du combattant.   |
| Valentin Abeille                          | Délégué militaire régional (région M).                                                                                              | Compagnon de la Libération, croix de guerre 1939-1945, croix de la Libération, médaille de la Résistance.                         |
| José Aboulker                             | Membre du groupe Géo-Gras. Délégué à l'organisation du service de santé des maquis et des FFI.                                      | Compagnon de la Libération, croix de guerre 1939-1945.                                                                            |
| Raphaël Aboulker                          | Dirigeant du groupe Géo-Gras. | Croix de guerre 1939-1945, médaille de la Résistance.                                                                             |
| Marcel Abraham                            | Membre du Réseau du musée de l'Homme. Fondateur de la branche toulonnaise du réseau Francs-tireurs et partisans.                    | |
| Henri Adeline                             | Membre de l'Organisation de résistance de l'Armée. Commandant des groupements FFI du Sud-Ouest.                                     | Compagnon de la Libération, croix de guerre 1939-1945, croix du combattant volontaire de la Résistance.                           |
| Thérèse Adloff                            | Membre d'une filière d'évasion. Déportée.                                                                                           | Croix de guerre 1939-1945, médaille militaire, médaille de la Résistance.                                                         |
| Alain Agenet                              | Combattant de la France libre (Bir Hakeim, El Alamein, débarquement de Provence).                                                   | Compagnon de la Libération. |
| Michèle Agniel                            | Membre d'une filière d'évasion. | Croix de guerre 1939-1945, médaille de la Résistance française, croix du combattant volontaire.                                   |
| Berty Albrecht                            | Cofondatrice du mouvement Combat.                                                                                                   | Compagnon de la Libération, croix de guerre 1939-1945, médaille militaire, médaille de la Résistance                              |
| Louise Alcan                              | Membre du Réseau du musée de l'Homme.                                                                                               | |
| Édouard Alexander                         | Cofondateur d'un réseau affilié à Franc-Tireur. Chef départemental (Alpes-Maritimes) des Groupes Francs des MUR.                    | Croix de guerre 1939-1945, Croix du combattant volontaire de la Résistance, médaille de la Résistance                             |
| Blaise Alexandre                          | Combattant de la France libre (Libération de la France)                                                                             | Compagnon de la Libération, Croix de guerre 1939-1945, Médaille de la Résistance                                                  |
| Celestino Alfonso                         | FTP-MOI - groupe Manouchian | Mort pour la France / Médaille de la Résistance                                                                                   |
| Henri Amiel                               | Combattant de la France libre (Bir Hakeim, Libération de la France)                                                                 | Compagnon de la Libération, Croix de guerre 1939-1945, Croix du combattant volontaire de la Résistance, Médaille de la Résistance |
| Hubert Amyot d'Inville                    | Combattant de la France libre (Bir Hakeim, El Alamein)                                                                              | Compagnon de la Libération, Croix de guerre 1939-1945, Médaille de la Résistance                                                  |
| Bernard Anquetil                          | Agent du BCRA | Compagnon de la Libération, Croix de guerre 1939-1945, Médaille de la Résistance                                                  |
| Georges Thierry d'Argenlieu               | Chef des Forces navales françaises libres                                                                                           | Compagnon de la Libération, Croix de guerre 1939-1945, médaille de la Résistance                                                  |
| Odile Arrighi                             | Membre de l'Organisation spéciale                                                                                                   | Médaille militaire, croix de guerre 1939-1945                                                                                     |
| Jean-Marie Arthus                         | Cinq martyrs du lycée Buffon | Héros de la Résistance, croix de guerre 1939-1945, médaille de la Résistance                                                      |
| Jacques Arthuys                           | Fondateur (via son réseau EFOR) de l'OCM. Déporté.                                                                                  | Mort pour la France |
| Emmanuel d'Astier de La Vigerie           | Fondateur de Libération-Sud. Membre du COMAC.                                                                                       | Compagnon de la Libération, Croix de guerre 1939-1945                                                                             |
| Pierre Alviset                            | Membre de Défense de la France. | Médaille militaire, médaille de la Résistance                                                                                     |
| Jacqueline Arrii[réf. nécessaire]         | Membre de la Résistance Corse et ancienne présidente de l'Association nationale des anciens combattants et ami(e)s de la Résistance | Chevalière de la Légion d'honneur                                                                                                 |
| Lucie Aubrac                              | Membre de Libération-Sud | Croix de guerre 1939-1945, médaille de la Résistance                                                                              |
| Raymond Aubrac                            | Membre de Libération-Sud, de l'état-major de l'Armée secrète. Commissaire de la République.                                         | Croix de guerre 1939-1945, médaille de la Résistance                                                                              |
| Gustave Aucouturier                       | Membre des Forces Françaises Combattantes                                                                                           | |
| Marie-Thérèse Auffray                     | Membre de Ceux de la Libération, résistante communiste engagée à Paris et dans l'Orne.                                              | |
| Pierre Avia                               | Chef de l'Etat-major FFI d'Ile de France                                                                                            | Croix de guerre 1939-1945, médaille de la Résistance                                                                              |

- Haut – A
- B
- C
- D
- E
- F
- G
- H
- I
- J
- K
- L
- M
- N
- O
- P
- Q
- R
- S
- T
- U
- V
- W
- X
- Y
- Z

## B
| Nom                                | Motif | Reconnaissance |
| ---------------------------------- | --- | --- |
| Addi Bâ                            | Membre du premier maquis des Vosges. | Médaille de la Résistance |
| Paul Babet                         | Membre du réseau Carte (SOE), puis de la SAP (région R4) | King's Medal for Courage in the Cause of Freedom |
| Vincent Badie                      | Membre du Front national. Déporté. | Croix de guerre 1939-1945, médaille de la Résistance |
| Jean Badré                         | Membre du SR Air | Croix de guerre 1939-1945, médaille de la Résistance |
| Paul Badré                         | Membre du SR Air, puis du SIS. Commandant du groupe de bombardement 2/52 | Croix de guerre 1939-1945 |
| Olga Bancic                        | FTP-MOI - groupe Manouchian | Médaille de la Résistance |
| Jacques Baratte                    | Membre du « Groupement Résistance du 13e RAD » dont les groupes de combats sont ensuite rattachés au réseau Organisation civile et militaire (OCM), capitaine FFI et adjoint du chef de secteur Neuilly-sur-Seine | Commandeur de la Légion d'honneur, croix de guerre 1939-1945, médaille de la Résistance française, Silver Star                                                                            |
| Yvonne Baratte                     | Cofondatrice de l'Œuvre Sainte-Foy (service social de la Résistance), déportée à Ravensbrück | Chevalier de la Légion d'honneur, croix de guerre 1939-1945, médaille de la Résistance française avec rosette, mort pour la France                                                        |
| Edouard Barbe                      | Membre du réseau Turma-Vengeance | |
| José Barón Carreño                 | Membre des Guérilleros espagnols | Mort pour la France |
| Marcel Baudot                      | Membre du réseau Libération-Nord, puis chef du réseau Cohors-Asturies, puis chef militaire de l'Armée secrète et enfin chef des Forces françaises de l'intérieur de l'Eure.                                       | Médaille de la Résistance française |
| Jacques Baudry                     | Cinq martyrs du lycée Buffon | Héros de la Résistance / croix de guerre 1939-1945, médaille de la Résistance |
| Anne-Marie Bauer                   | Membre de Libération-Sud. Déportée à Ravensbrück. | Croix de guerre 1939-1945, médaille de la Résistance |
| Maurice Bayrou                     | Combattant de la France libre (Bir Hakeim). | Compagnon de la Libération, croix de guerre 1939-1945, médaille de la Résistance |
| Yvan Beausire                      | Créateur du maquis FTP de Senon. Membre des FFI, puis combattant de la France libre dans la 1re armée. | Croix de guerre 1939-1945, Croix du combattant volontaire de la Résistance, médaille militaire                                                                                            |
| Guy Beck                           | motif ? | Croix de guerre 1939-1945, médaille de la Résistance |
| Alain Belkiri                      | Membre de Combat dès février 1941 puis agent P2 dans le réseau Action R2 à partir de janvier 1944. | Croix de guerre 1939-1945, médaille de la Résistance avec rosette (JO du 13 octobre 1946)                                                                                                 |
| Raymond Belmont                    | Chef militaire des FTP pour la Creuse. | Croix de guerre 1939-1945, médaille de la Résistance |
| Lionel Beneyton                    | Combattant de la France libre (Bir Hakeim, El Alamein, débarquement de Provence). | Compagnon de la Libération, croix de guerre 1939-1945, médaille militaire, médaille de la Résistance                                                                                      |
| Pierre Benoît                      | Cinq martyrs du lycée Buffon | Héros de la Résistance / croix de guerre 1939-1945, médaille de la Résistance |
| Pierre de Bénouville               | Membre du mouvement Combat et du NAP. Membre du comité directeur des MUR. | Compagnon de la Libération, croix de guerre 1939-1945, médaille de la Résistance |
| Cécile Bergerot                    | Membre du réseau Action R1. | Chevalier de la Légion d'honneur, croix de guerre 1939-1945, médaille de la Résistance avec rosette                                                                                       |
| Marguerite Bergerot                | Membre du réseau Action R1. | Médaille de la Résistance avec rosette |
| Marie-Louise Bergerot              | Membre du réseau Action R1. | Médaille militaire, médaille de la Résistance |
| Manuel Bergés i Arderiu            | Membre du mouvement Francs-tireurs et partisans - Main-d'œuvre immigrée. | Mort pour la France |
| Jean Bernard                       | Chef d'un réseau de résistance dans le Sud-Est de la France. | Croix de guerre 1939-1945, médaille de la Résistance |
| Charles Bichat                     | Agent P1 des réseaux Turma Vengance et Alliance, Lieutenant FFI Chef de la section "Police" du Groupe "Robert" Secrétaire de police à Poitiers puis Commissaire à Châtellerault                                   | Médaille Militaire Croix de guerre 1939-1945 avec palme Médaille de la Résistance française Croix de combattant volontaire de la Résistance Médaille de la Résistance polonaise en France |
| Georges Bidault                    | Membre du comité directeur du mouvement Combat, du Front national. Président du Conseil national de la Résistance.                                                                                                | Compagnon de la Libération |
| Marcel Bigeard                     | (Libération de la France). | Croix de guerre 1939-1945, médaille de la Résistance |
| Jean Bigot                         | Membre du réseau Résistance Vienne | Médaillé de la résistance, mort pour la France |
| Jacques Bingen                     | Agent du BCRA. Délégué du CFLN en zone sud. | Compagnon de la Libération |
| Monique de Bissy                   | Agent du Réseau Comète et infirmière de la Croix-Rouge française. | Médaille de la Résistance française, Médaille de la Liberté, King's Medal for Courage in the Cause of Freedom                                                                             |
| Maxime Blocq-Mascart               | Président de l'OCM. Membre du Conseil national de la Résistance | Croix de guerre 1939-1945, Croix du combattant volontaire de la Résistance, médaille de la Résistance                                                                                     |
| Joseph Boczov                      | FTP-MOI - groupe Manouchian | Mort pour la France / médaille de la Résistance |
| Pierrette Boeri                    | Membre du réseau CDLL : évasion de prisonniers de guerre, faux papiers, renseignements. Déportée à Ravensbrück | Ordre de la Libération, Légion d'Honneur |
| Jeanne Bohec                       | Agent du BCRA. | |
| Émile Bollaert                     | Délégué général du CFLN en France. | Compagnon de la Libération, Croix du combattant volontaire de la Résistance, médaille de la Résistance, Médaille des Déportés et Internés de la Résistance                                |
| Auguste Bonal                      | Membre des Forces Françaises Combattantes | Croix de guerre 1939-1945, médaille de la Résistance française, chevalier de la Légion d'honneur                                                                                          |
| Abbé René Bonpain                  | Membre du réseau Alliance | Mort pour la France / croix de guerre 1939-1945, médaille de la Résistance |
| Jean Bonet                         | Responsable de la 6e région FN-FTP Île-de-France. | médaille de la Résistance |
| Émile Borel                        | Membre de Libération-Sud. | Croix de guerre 1939-1945, médaille de la Résistance |
| Pierre Bouchard                    | Membre du réseau Hector, de Combat Zone nord, de Ceux de la Résistance. Chargé de la région M1 du réseau Centurie (OCM). Déporté à Mauthausen puis à Gusen.                                                       | Croix de guerre 1939-1945 |
| Claude Bouchinet-Serreulles        | Agent du BCRA. Délégué du CFLN en zone nord. Commissaire de la République. | Compagnon de la Libération, croix de guerre 1939-1945 |
| André Boulloche                    | Dirgeant de l'OCM pour la zone nord. Agent du BCRA. Délégué militaire régional (région P). Déporté à Buchenwald, puis Flossenbürg.                                                                                | Compagnon de la Libération, Croix de guerre 1939-1945, médaille de la Résistance, King's Medal for Courage in the Cause of Freedom                                                        |
| Claude Bourdet                     | Cofondateur de Combat, membre du Conseil national de la Résistance. | Compagnon de la Libération, médaille de la Résistance |
| Frédéric Bourguet                  | Membre du directoire des Mouvements unis de la Résistance, chef de la Résistance dans le Tarn, président du comité départemental de libération.                                                                   | Médaille de la Résistance |
| Loïc Bouvard                       | Maquis de Saint-Marcel (FFI) | Croix de guerre 1939-1945 avec citation |
| Eugène Bouvier                     | Membre de la mission Armada du BCRA. Déporté à Buchenwald. | Croix de guerre 1939-1945, médaille de la Résistance |
| Martial Brigouleix                 | Membre du mouvement Combat. Dirige l'Armée secrète en Corrèze. | Mort pour la France / compagnon de la Libération, croix de guerre 1939-1945 |
| Léon Bronchart                     | Membre du mouvement Combat. Déporté à Dora | Juste parmi les nations / croix de guerre 1939-1945, médaille de la Résistance |
| Pierre Brossolette                 | Membre du réseau du musée de l'Homme, de Libération-Nord, de l'OCM. Responsable presse et propagande de la Confrérie Notre-Dame. Commandant au BCRA.                                                              | Compagnon de la Libération, Croix de guerre 1939-1945, médaille de la Résistance |
| Gilberte Brossolette               | Assure la liaison entre le Comité national français et la BBC. Assure l'accueil et l'évaluation des futurs membres de la France libre.                                                                            | Médaille de la Résistance |
| Claude Pierre-Brossolette          | motif ? | Médaille de la Résistance |
| Jean-Claude Brouillet              | Membre du réseau Alliance. Combattant de la France libre. | Médaille de la Résistance |
| Jeanne Brousse                     | Résistante française. Fournit de faux papiers et facilite le passage de réfugiés. | Légion d'honneur, ordre national du Mérite, croix du combattant volontaire de la Résistance, Juste parmi les nations                                                                      |
| Michel Brulé                       | Résistant communiste. Anime les Bataillons de la jeunesse. | Chevalier de la Légion d'honneur, médaille de la Résistance |
| Lucien Bunel, dit Jacques de Jésus | Membre du réseau Vélite-Thermopyles. Déporté à Neue Bremm, Mauthausen, Gusen. | Juste parmi les nations |
| Clémence-Annick Burgard            | Membre de Libération-Sud | Médaille de la Résistance française |
| Jean Burger                        | Fondateur du réseau Mario en Lorraine annexée. Déporté à Dachau, Auschwitz-Monowitz, Dora. | Chevalier de la Légion d'honneur, croix de guerre 1939-1945, médaille de la Résistance |
| Henry de Buttet                    | Organisation de résistance de l'Armée, chef de réseau à Pau. | Officier de la Légion d'honneur, croix de guerre 1939-1945 avec palme, médaille de la Résistance                                                                                          |

- Haut – A
- B
- C
- D
- E
- F
- G
- H
- I
- J
- K
- L
- M
- N
- O
- P
- Q
- R
- S
- T
- U
- V
- W
- X
- Y
- Z

## C
| Nom                   | Motif | Reconnaissance |
| --------------------- | --- | --- |
| Albert Camus          | Dirigeant du journal Combat.                                                                                                 | |
| Roger Carcassonne     | Membre du Groupe Géo-Gras. État-major des Forces françaises libres.                                                          | Compagnon de la Libération, croix de guerre 1939-1945, médaille de la Résistance |
| Pepita Carnicer       | Républicaine espagnole active dans la zone de Chartres.                                                                      | |
| Apolonio de Carvalho  | Membre d'un maquis dans le Toulousain.                                                                                       | |
| Danielle Casanova     | Résistante communiste (lutte armée). Déportée à Auschwitz.                                                                   | |
| Jean Cassou           | Membre du réseau du musée de l'Homme, rédacteur de Résistance. Commissaire de la République.                                 | Compagnon de la Libération, croix de guerre 1939-1945, médaille de la Résistance |
| Georges Caussanel     | Agent des services de renseignements des MUR, de l'AS et du NAP. Combattant de la France libre.                              | Légion d'honneur, croix de guerre 1939-1945, Médaille de la France libre, médaille de la Résistance, Croix du combattant volontaire de la Résistance, croix du combattant volontaire 1939-1945.                                          |
| Jean Cavaillès        | Cofondateur de Libération-Sud, membre de Libération-Nord. Fondateur de Cohors.                                               | Compagnon de la Libération, croix de guerre 1939-1945, médaille de la Résistance |
| Francisco Cavero Vas  | commandant et chef d'état-major de la 10e brigade de guérrilleros espagnols dans les Pyrénées avec les FFI.                  | |
| Roger Cerclier        | Dirigeant de Libération-Sud, puis des MUR, pour la Creuse.                                                                   | Croix de guerre 1939-1945, médaille de la Résistance |
| Abel Chabal           | Lieutenant, chef de section dans le maquis du Vercors.                                                                       | Chevalier de la Légion d'honneur, croix de guerre 1939-1945 |
| Jacques Chaban-Delmas | Membre du réseau Hector, délégué militaire régional.                                                                         | Compagnon de la Libération, croix de guerre 1939-1945, médaille de la Résistance |
| Pierre Chaillet       | Participe aux journaux clandestins « Les Petites Ailes » et « Veritas ». Créateur du journal clandestin Témoignage chrétien. | Juste parmi les nations / croix de guerre 1939-1945, médaille de la Résistance |
| Robert Chambeiron     | Secrétaire général adjoint du Conseil National de la Résistance                                                              | Grand-croix de la Légion d'honneur, croix de guerre 1939-1945, médaille de la Résistance |
| Albert Chambon        | Délégué du conseil national de la Résistance. Chef de Super-NAP.                                                             | |
| Auguste Chambonnet    | Fondateur de la branche creusoise de Libération-Sud.                                                                         | Croix de guerre 1939-1945, croix du combattant volontaire de la Résistance, médaille de la déportation et de l'internement pour faits de résistance                                                                                      |
| Coco Chanel           | Forces françaises combattantes                                                                                               | |
| Jacques Chapou        | Chef de Libération-Sud dans le Lot. Chef militaire des FTP en Corrèze.                                                       | Croix de guerre 1939-1945, médaille de la Résistance |
| René Char             | Chef d'une section SAP dans la zone Durance.                                                                                 | |
| Paule Chaumat         | Membre du mouvement Organisation civile et militaire (OCM)                                                                   | Médaille de la Résistance |
| Eugène Chavant        | Chef civil du maquis du Vercors.                                                                                             | Compagnon de la Libération |
| Paul Chenailler       | Chef de l'Armée Secrète, puis des FFI, pour le Morbihan.                                                                     | Compagnon de la Libération, croix de guerre 1939-1945, médaille de la France libre, médaille de la Résistance |
| Félix Chevrier        | Secrétaire général de l'OSE.                                                                                                 | Juste parmi les nations |
| Roland Clée           | Membre de l'Armée secrète en Dordogne, puis des FFI.                                                                         | Chevalier de la légion d'honneur, croix de guerre 1939-1945, médaille de la Résistance avec rosette |
| Charles Cliquet       | Membre du réseau Pat O'Leary, de l'OCM, puis des FFI.                                                                        | Compagnon de la Libération, croix du combattant volontaire de la Résistance, croix de guerre 1939-1945, médaille de la France libre, médaille de la Liberté, médaille de la Résistance, King's Medal for Courage in the Cause of Freedom |
| Georges Cloarec       | FTP-MOI - groupe Manouchian                                                                                                  | Mort pour la France / médaille de la Résistance |
| Louise Collomb        | Combat | Juste parmi les nations |
| Émile Coulaudon       | Chef du mouvement Combat puis des MUR pour le Puy-de-Dôme. Chef des FFI pour la région R6 (Auvergne)                         | Compagnon de la Libération, croix de guerre 1939-1945, médaille de la Résistance |
| Daniel Cordier        | Agent du BCRA. Fondateur du secrétariat du représentant du Comité national français en métropole (Jean Moulin).              | Compagnon de la Libération, croix de guerre 1939-1945 |
| Maurice Cordier       | Combattant de la France libre (2e DB, Libération de la France)                                                               | Croix du combattant volontaire de la Résistance, croix de guerre 1939-1945 |
| Manon Cormier         | Membre du Front national. Déportée à Ravensbrück.                                                                            | Citée à l'ordre de la Nation |
| Albert Coucaud        | Capitaine FFI | |
| César Covo            | FTP-MOI | |
| Simon Cukier          | Chef de la MOI. Dirigeant de l'Union des juifs pour la résistance et l'entraide.                                             | Croix de guerre 1939-1945, médaille de la Résistance |
| Frédéric Curie        | Fondateur du réseau Sécurité parisienne.                                                                                     | Croix du combattant volontaire de la Résistance, croix de guerre 1939-1945, Médaille de la déportation et de l'internement pour faits de résistance, médaille de la Résistance                                                           |

- Haut – A
- B
- C
- D
- E
- F
- G
- H
- I
- J
- K
- L
- M
- N
- O
- P
- Q
- R
- S
- T
- U
- V
- W
- X
- Y
- Z

## D
| Nom                                      | Motif | Reconnaissance |  |
| ---------------------------------------- | --- | --- |  |
| pierre davance                           | Combat, Francs-tireurs et partisans | |  |
| Jeannette Dauliac épouse Maurice Verdier | Membre du réseau Étienne-Leblanc du SOE. Déportée à Ravensbrück,. | |  |
| Michel Debré                             | Membre de Ceux de la Résistance. Commissaire de la République. | Croix de guerre 1939-1945, médaille de la France libre, médaille de la Résistance |  |
| Edmond Debeaumarché                      | Membre du réseau Action-PTT, et créateur de l'État-Major PTT. | Compagnon de la Libération, croix de guerre 1939-1945, Médaille des Déportés et Internés de la Résistance                                                                              |  |
| Jacques Decour                           | Cofondateur du premier groupe de résistance universitaire Université libre. Responsable du Comité national des écrivains. | Mort pour la France, cité à l'ordre de la Nation |  |
| Charlotte Delbo                          | Membre du « groupe Politzer », chargé de la publication des Lettres françaises. Déportée à Auschwitz puis à Ravensbrück. | |  |
| Ovida Delect                             | Front national (Résistance) | |  |
| Charles Delestraint                      | Chef de l'Armée secrète. Déporté et mort en déportation à Dachau. | Commandeur de la Légion d'honneur, Compagnon de la Libération, Croix de guerre 1914-1918, Croix de guerre 1939-1945, Croix de guerre (Belgique)                                        |  |
| Rino Della Negra                         | FTP-MOI - groupe Manouchian | Mort pour la France, médaille de la Résistance |  |
| Maurice Delorme                          | Né en 1926, engagé à 17 ans dans les FFI et mort d'une grave maladie en 1958. | |  |
| Claude Delorme                           | Né en 1926, avocat, mobilisé en 1939 en qualité d’officier, résistant, et adjoint au chef de réseau Dominique Kléber jusqu’en 1944. | Croix de guerre 1939-1945, Médaille de la Résistance française, Chevalier de la Légion d'honneur, Officier de l’ Ordre des Palmes académiques, Commandeur de l'Ordre du Mérite sportif |  |
| Claude Derieux                           | Membre du réseau Mithridate à Lyon, arrêté le 14 novembre 1943, déporté à Buchenwald | Officier de la Légion d'honneur |  |
| Jean Desfrançois                         | Né en 1903, médecin, capitaine d'artillerie en 1940, un des fondateurs du réseau Franc-Tireur et organisateur de l'Armée Secrète en Savoie, chef du service de santé à partir de fin 1942, tué le 26 mai 1944 pendant le bombardement aérien de Chambéry. | Médaille de la Résistance française avec rosette |  |
| Henri Desjoyeaux                         | Né en 1919, enrôlé par Philippe Viannay dans le maquis de Seine-et-Oise chargé d'encadrer les jeunes réfractaires, échappe de justesse à la tuerie du bois de Ronquerolles                                                                                | |  |
| Jean Desjoyeaux                          | Né en 1917, engagé dans le réseau des Forces françaises de l'intérieur du Loir-et-Cher, tué le 22 août 1944 par l'explosion d'une mine qu'il tentait de désamorcer.                                                                                       | Son nom est donné à une rue et à une école publique de Suèvres en 2011,. |  |
| Maurice Dide                             | Membre de l'organisation Noyautage des administrations publiques du mouvement Combat. Déporté et mort en déportation à Buchenwald. | Officier de la Légion d'honneur, Croix de guerre 1914-1918, médaille de la Résistance                                                                                                  |  |
| Laure Diebold                            | Membre du réseau Mithridate et du secrétariat du représentant du Comité national français en métropole (Jean Moulin). Déportée à Ravensbrück. | Compagnon de la Libération, Croix de guerre 1939-1945, médaille de la Résistance |  |
| Eugénie Djendi                           | Opératrice radio du Corps féminin des Transmissions. Déportée et morte en déportation à Ravensbrück. | Mort pour la France, Chevalier de la Légion d'honneur, Croix de guerre 1939-1945 avec palme de vermeil, Médaille de la Résistance                                                      |  |
| Henri Dollet                             | Maire de Luzy. Membre du maquis FFI « Louis ». Arrêté par les Allemands puis exécuté par la Milice française. | Mort pour la France, croix de guerre 1939-1945, chevalier de la légion d'honneur. |  |
| Denise Domenach-Lallich                  | Membre des Jeunes chrétiens combattants et responsable des Jeunes des Mouvements unis de la Résistance. | Chevalier de la Légion d'honneur, médaille de la Résistance |  |
| Jean-Baptiste Doumeng                    | Lieutenant FFI. | |  |
| Lionel Dubray                            | Membre des FTP, puis chef de section au 1er bataillon FFI du Morbihan. | Héros de la Résistance, médaille de la Résistance |  |
| René Duchez                              | Membre du groupe Centurie au sein du réseau Organisation civile et militaire. | Croix de guerre 1939-1945, Médaille de la Résistance française, Médaille de la Liberté                                                                                                 |  |
| Frédéric Dugoujon                        | Met à disposition sa maison de Caluire-et-Cuire pour les rencontres des dirigeants du CNR. | |  |
| Paulette Duhalde                         | Membre du réseau Jeanne. Déportée et morte en déportation à Ravensbrück. | Légion d'honneur, Médaille de la Résistance |  |
| André Dulin                              | Membre des Forces Françaises Combattantes | |  |
| Pierre Dumas                             | Membre du mouvement Combat, puis du directoire et secrétaire général des MUR dans le sud-ouest (région R4). | médaille de la Résistance |  |
| Yvonne Dumont                            | Francs-tireurs et partisans | Légion d'Honneur |  |
| Paul Dungler                             | Cofondateur de la Septième colonne d'Alsace (Réseau Martial) et des Groupes mobiles d'Alsace (GMA) | Officier de la Légion d'honneur, Médaille de la Résistance française |  |
| Louis Dupiech                            | Préfet de l'Aveyron, désigné préfet de la Libération pour son département | Légion d'Honneur |  |
| Elizabeth Dussauze                       | Membre de Combat Zone nord. Déportée en Allemagne. | Croix de guerre 1939-1945, médaille de la Résistance |  |

- Haut – A
- B
- C
- D
- E
- F
- G
- H
- I
- J
- K
- L
- M
- N
- O
- P
- Q
- R
- S
- T
- U
- V
- W
- X
- Y
- Z

## E
| Nom                       | Motif                                      | Reconnaissance                                  |
| ------------------------- | ------------------------------------------ | ----------------------------------------------- |
| François Eygun            | Membre du SR Air 40 à Limoges.             |                                                 |
| Thomas Elek               | FTP-MOI - groupe Manouchian                | Mort pour la France / médaille de la Résistance |
| Joseph Epstein            | Dirigeant des FTP de la région parisienne. |                                                 |
| Honoré d'Estienne d'Orves | Créateur du réseau Nemrod.                 | Compagnon de la Libération                      |

- Haut – A
- B
- C
- D
- E
- F
- G
- H
- I
- J
- K
- L
- M
- N
- O
- P
- Q
- R
- S
- T
- U
- V
- W
- X
- Y
- Z

## F
| Nom                                       | Motif | Reconnaissance |
| ----------------------------------------- | --- | --- |
| Odette Fabius                             | Membre du réseau Alliance                                                                                                  | Légion d'honneur, Médaille de la Résistance |
| Raymond Faro                              | Chef de l’Armée Secrète de la région R5.                                                                                   | |
| Louis Faurichon de La Bardonnie           | Créateur de ce qui va devenir la Confrérie Notre-Dame (CND)                                                                | Commandeur de la Légion d'honneur, Croix de guerre 1939-1945 avec palmes, Médaille de la Résistance avec rosette |
| Léon Faye                                 | Chef militaire du réseau Alliance.                                                                                         | Mort pour la France / Distinguished Flying Cross |
| Maurice Feferman                          | FTP-MOI | Mort pour la France / Croix de guerre 1939-1945, Médaille militaire, médaille de la Résistance |
| Valentin Feldman                          | Membre de l'Organisation spéciale (groupe Musée de l'Homme).                                                               | Mort pour la France |
| Madeleine Félix (née Petit)               | Membre du mouvement Ceux de la Résistance                                                                                  | Croix de guerre 1939-1945, médaille de la Résistance, Medal of Freedom, |
| André Ferrat                              | Membre de la direction de Franc-Tireur.                                                                                    | médaille de la Résistance |
| Antoinette Feuerwerker                    | Membre du mouvement Combat.                                                                                                | Croix du combattant volontaire de la Résistance, Médaille de la France libérée |
| David Feuerwerker                         | Membre du mouvement Combat.                                                                                                | Croix du combattant volontaire, Médaille commémorative française de la guerre 1939-1945 |
| Roger Fichtenberg                         | Forces françaises de l'intérieur                                                                                           | Légion d'honneur |
| Maurice Fingercwajg                       | FTP-MOI - groupe Manouchian                                                                                                | Mort pour la France / médaille de la Résistance |
| Raymonde Fiolet                           | Responsable d'une cellule de Libération-Nord                                                                               | Croix de guerre 1939-1945 / médaille de la Résistance |
| Spartaco Fontanot                         | FTP-MOI - groupe Manouchian                                                                                                | Mort pour la France / médaille de la Résistance |
| Roland Foras                              | Membre du mouvement Combat                                                                                                 | Croix de guerre 1939-1945, Croix du combattant volontaire, Croix du combattant volontaire de la Résistance, Médaille militaire |
| Albert Fossey-François                    | Membre du réseau Libération-Sud. Chef départemental de l'Armée secrète de la Creuse, puis des FFI de la Creuse et du Cher. | Compagnon de la Libération, Croix de guerre 1939-1945, Croix du combattant volontaire de la Résistance, Médaille de la France libre, Médaille commémorative française de la guerre 1939-1945, médaille de la Résistance, Ordre de l'Empire britannique |
| Christian Fouchet                         | Membre des Forces aériennes françaises libres. Secrétaire à la délégation du CFLN en Pologne.                              | Croix de guerre 1939-1945, Médaille de la France libre, médaille de la Résistance |
| Marie-Madeleine Fourcade Alias "Hérisson" | Chef du réseau Alliance.                                                                                                   | Commandeur de la Légion d'Honneur, Croix de guerre 1939-1945, Croix de guerre belge 1940-1945, Médaille de la Résistance (avec rosette), Ordre de l'Empire britannique, Ordre de Léopold                                                               |
| Alexandre Fourny                          | Chef du réseau « Georges France 31 », filière d'évasion.                                                                   | Croix de guerre 1939-1945 |
| Jules Fourrier                            | Membre du réseau Libération-Sud. Déporté à Buchenwald et Mauthausen-Gusen.                                                 | |
| Anthoine de Fremond de La Merveillère,    | Membre du réseau SAMSON du SR Air de Limoges, puis agent P2 réseau Éleuthère des FFC.                                      | médaille commémorative LIBERATION 1939-1945, médaille de la Résistance |
| Henri Frenay                              | Fondateur du mouvement Combat.                                                                                             | Compagnon de la Libération, Croix de guerre 1939-1945, Croix du combattant volontaire de la Résistance, Médaille commémorative française de la guerre 1939-1945, médaille de la Résistance                                                             |
| Aubert Frère                              | Fondateur du réseau de l'Organisation de résistance de l'Armée. Déporté à Natzweiler-Struthof.                             | Croix de guerre 1939-1945, médaille de la Résistance |
| Brigitte Friang                           | Agent affiliée au BCRA. Déportée à Ravensbrück.                                                                            | Croix de guerre 1939-1945, médaille de la Résistance |
| Francine Fromond                          | Résistante communiste française. Fusillée par l'Armée allemande                                                            | |
| Varian Fry                                | Aide à fuir plusieurs milliers de Juifs et militants antinazis.                                                            | Juste parmi les nations / médaille de la Résistance |
| Marie-Gabriel Fugère                      | Fondateur du réseau L'Insurgé. Déporté à Buchenwald.                                                                       | |

- Haut – A
- B
- C
- D
- E
- F
- G
- H
- I
- J
- K
- L
- M
- N
- O
- P
- Q
- R
- S
- T
- U
- V
- W
- X
- Y
- Z

## G
| Nom                                                    | Motif | Reconnaissance |
| ------------------------------------------------------ | --- | --- |
| Pauline Gabrielle Gaillard Alias "Marie-Odile Laroche" | Fondatrice et cheffe du réseau Marie-Odile. | médaille de la Résistance, Chevalier de la Légion d'honneur, Croix de Guerre 1939-1945, Medal of Freedom, King's Medal for Courage in the Cause of Freedom. |
| Fernand Galmiche                                       | Membre du Groupe de Corre, réfractaire au Service du travail obligatoire (STO), Francs-tireurs et partisans (FTP) au mois de juillet 1943. Fusillé en avril 1944. | Mort pour la France/Médaille de la Résistance à titre posthume en 1946. |
| Éveline Garnier                                        | Membre du Noyautage des administrations publiques. | médaille de la Résistance, Chevalier de la Légion d'Honneur, Croix de Guerre 1939-1945. |
| Paul Gateaud                                           | Membre des Forces françaises combattantes. | Héros de la Résistance |
| Laure Gatet                                            | Membre de la Confrérie Notre-Dame. Déportée à Birkenau. | Croix de guerre 1939-1945, médaille de la Résistance |
| Geneviève de Gaulle-Anthonioz                          | Membre du réseau du musée de l'Homme, puis du réseau Défense de la France. Déportée à Ravensbrück.                                                                | Croix de guerre 1939-1945, médaille de la Résistance |
| Jonas Geduldig                                         | FTP-MOI - groupe Manouchian | Mort pour la France / médaille de la Résistance |
| Roger Géranton                                         | Membre des FFI 2ème bataillon du Vercors, Compagnie Chapoutat | |
| Pierre de Ghaisne de Bourmont, (1920-2017)             | Engagé volontaire dans « Les parachutistes SAS de la France Libre 1940-1945 »                                                                                     | Chevalier de la Légion d'honneur, Chevalier de l'Ordre national du Mérite, médaille de la Résistance, Croix de guerre 1939-1945, Croix du combattant volontaire 1939-1945, Médaille des évadés 1939-1945, Médaille d'Outre-Mer |
| Arthur Giovoni                                         | Lieutenant-colonel FFI | Chevalier de la Légion d'honneur, Compagnon de la Libération, Croix de guerre 1939-1945 |
| André Girard Alias "Pointer"                           | Chef régional du réseau Alliance pour le secteur centre-ouest (1943-1944).                                                                                        | Chevalier de la Légion d'Honneur, Croix de guerre 1939-1945, Croix du combattant, Croix du combattant volontaire, Croix du combattant volontaire de la Résistance, Médaille des blessés de guerre, Médaille commémorative française de la guerre 1939-1945, Médaille des évadés, Médaille de la Résistance, King's Medal for Courage in the Cause of Freedom |
| Marcel Girault alias "Maxime"                          | Membre du réseau Turma-Vengeance. Déporté à Neuengamme puis à Watenstedt.                                                                                         | Croix de guerre 1939-1945, Médaille de la Liberté, médaille de la Résistance. |
| Emeric Glasz                                           | FTP-MOI - groupe Manouchian | Mort pour la France / Médaille de la Résistance |
| Léon Goldberg                                          | FTP-MOI - groupe Manouchian | Mort pour la France / Médaille de la Résistance |
| Marguerite Gonon                                       | Responsable de l'Armée secrète à Feurs. | |
| Raymond Gourlin                                        | Membre des mouvements Ceux de la Résistance, Front national et Libération-Nord, puis FFI. Déporté à Neuengamme.                                                   | Croix de guerre 1939-1945, Croix du combattant volontaire de la Résistance, Médaille de la déportation et de l'internement pour faits de Résistance, Médaille du réfractaire, médaille de la Résistance |
| Yves Goussard                                          | Agent de liaison du réseau « Armand-SPIRITUALIST ». Déporté à Neue Bremm, Oranienbourg-Sachsenhausen et enfin Bergen-Belsen.                                      | |
| Gilbert Grandval                                       | Membre du mouvement Ceux de la Résistance. Chef régional des FFI (région C).                                                                                      | Compagnon de la Libération, Croix de guerre 1939-1945, médaille de la Résistance |
| Pierre Grelot                                          | Membre des FTP. | Croix de guerre 1939-1945, médaille de la Résistance |
| Blanche Grenier-Godard                                 | Fondatrice et chef du réseau Grenier-Godard | |
| René Grenier-Godard                                    | Sous-chef du réseau Grenier-Godard | |
| Pierre Griffi                                          | Agent de la mission secrète Pearl Harbour en Corse. | Mort pour la France / Croix de guerre 1939-1945 avec palme, Médaille militaire |
| Szlama Grzywacz                                        | FTP-MOI - groupe Manouchian | médaille de la Résistance |
| Robert Guédon                                          | Membre de Combat Zone nord, puis de l'armée française de la Libération.                                                                                           | |
| Georges Guingouin                                      | Chef des FTP puis des FFI de la Haute-Vienne. | Compagnon de la Libération, Croix de guerre 1939-1945, médaille de la Résistance, King's Medal for Courage in the Cause of Freedom |
| Louis Guiguen                                          | Membre du mouvement Front national. | Croix du combattant, Croix du combattant volontaire de la Résistance, médaille de la Résistance |
| Gisèle Guillemot                                       | Membre des Francs-tireurs et partisans | Commandeur de la Légion d'honneur |
| Jeannette Guyot                                        | Membre du réseau Confrérie Notre-Dame. | Chevalier de la Légion d'honneur, Croix de guerre 1939-1945 avec palmes, Médaille de la Résistance, Médaille de Georges, Distinguished Service Cross. |

- Haut – A
- B
- C
- D
- E
- F
- G
- H
- I
- J
- K
- L
- M
- N
- O
- P
- Q
- R
- S
- T
- U
- V
- W
- X
- Y
- Z

## H
| Nom                                                       | Motif | Reconnaissance                                                                                              |
| --------------------------------------------------------- | --- | --- |
| Frantxia Haltzuet                                         | Résistante basque, membre du réseau Comète                                                                              | |
| René Hardy                                                | Membre du mouvement Combat, puis de l'Armée secrète, chargé du NAP-Fer en zone Sud.                                     | médaille de la Résistance                                                                                   |
| Maurice Hébert                                            | Membre du mouvement P.C.F (distribution de tracts) condamné à mort par cour martial, fusillé le 10 décembre 1941 à Caen | |
| Louis Hélié                                               | Membre du réseau « Les Ardents ».                                                                                       | |
| Pierre Herbart                                            | Membre du réseau Défense de la France.                                                                                  | |
| Stéphane Hessel                                           | Agent du BCRA. Déporté à Buchenwald, Dora et Bergen-Belsen.                                                             | médaille de la Résistance                                                                                   |
| François Heully                                           | Membre du réseau Marie-Odile. Déporté à Neuengamme.                                                                     | Commandeur de la Légion d'honneur                                                                           |
| Jean-Raphaël Hirsch Alias "Nano" alias "Jean-Paul Pelous" | Réseau Sixième-EIF Agent de liaison de fin 1942 à août 1944 - « Un des plus jeunes résistants de France »,              | |
| Sigismond Hirsch                                          | dirige le secteur de cache d'Auvillar (Réseau Sixième-EIF)comme capitaine des FFI de 1942 à 1943, déporté à Auschwitz.  | Croix de guerre 1939-1945                                                                                   |
| Michel Hollard                                            | Fondateur du réseau AGIR. Déporté à Neuengamme.                                                                         | Croix de guerre 1939-1945, médaille de la Résistance, Ordre du Service distingué                            |
| Roger Houdet                                              | motif ? | médaille de la Résistance                                                                                   |
| René Houlbert pseudo " Barras"                            | Agent de liaison A.V (P2) (Armée Volontaire) pour le SOE. Déporté à Oranienburg- Sachsenhausen.                         | Chevalier de la Légion d'Honneur, Croix de guerre 1939-1945, médaille de la Résistance, médaille Lord Denys |
| Louis Camille Huchet                                      | Fondateur du mouvement Cochinchine Cambodge.                                                                            | médaille de la Résistance                                                                                   |
| Agnès Humbert                                             | Fondatrice du réseau du musée de l'Homme.                                                                               | médaille de la Résistance                                                                                   |
| Henri de France                                           | motif ? | médaille de la Résistance                                                                                   |
| Holleville Maurice                                        | Résistant Picard. Surnommé "le curé de Montparnasse"                                                                    | Croix de guerre 1939-1945 (France) avec étoile d'argent en 1945 et avec étoile de Vermeil en 1946.          |

- Haut – A
- B
- C
- D
- E
- F
- G
- H
- I
- J
- K
- L
- M
- N
- O
- P
- Q
- R
- S
- T
- U
- V
- W
- X
- Y
- Z

## I
| Nom        | Motif                                                                 | Reconnaissance                                       |
| ---------- | --------------------------------------------------------------------- | ---------------------------------------------------- |
| René Iché  | Membre du réseau du musée de l'Homme, puis du réseau Cohors-Asturies. | médaille de la Résistance                            |
| Ljubo Ilić | commandant des FTP-MOI de la Zone Sud.                                | Croix de guerre 1939-1945, médaille de la Résistance |

- Haut – A
- B
- C
- D
- E
- F
- G
- H
- I
- J
- K
- L
- M
- N
- O
- P
- Q
- R
- S
- T
- U
- V
- W
- X
- Y
- Z

## J
| Nom                         | Motif | Reconnaissance |
| --------------------------- | --- | --- |
| Simone Jacques-Yahiel       | Membre du réseau Brandy. Déportée à Ravensbrück puis au KZ Beendorf. | médaille de la Résistance, Médaille de la Liberté |
| Andrée Jacob                | Membre du Noyautage des administrations publiques. | médaille de la Résistance, Chevalier de la Légion d'Honneur, Croix de Guerre 1939-1945.                                                                                   |
| Alfred Jacobson             | Membre du « Groupement Résistance du 13e RAD » dont les groupes de combats sont ensuite rattachés au réseau Organisation civile et militaire (OCM), colonel FFI | Grand-croix de la Légion d'honneur, croix de guerre 1939-1945, médaille de la Résistance française, Bronze Star.                                                          |
| Robert Jallet               | Membre de Libération-Sud, MUR, Combat, Special Operations Executive. Membre de la Commission juridique du Comité départemental de libération. | médaille de la Résistance, Chevalier de la Légion d'Honneur, Croix de Guerre 1939-1945                                                                                    |
| Victor Janton               | Membre des services clandestins de l'information. | médaille de la Résistance, Chevalier de la Légion d'Honneur |
| André Jarrot                | Membre du réseau Ali-France, puis agent du BCRA. Délégué militaire en Saône-et-Loire. | Compagnon de la Libération |
| Léon Jost                   | Membre d'une filière d'évasion pour les prisonniers français. | Croix de guerre 1939-1945 |
| Edmond Jouhaud              | Chef de l'Organisation de résistance de l'Armée puis des Forces françaises de l'intérieur pour la région bordelaise ; commandant d'un groupe aérien. | Croix de guerre 1939-1945, médaille de la Résistance |
| Jean Jestin                 | Sous-officier de la 1re division française libre. | Compagnon de la Libération, médaille de la Résistance |
| Bernard Jouan de Kervenoaël | Officier de cavalerie, chef des Maquis du Tarn, adjoint opérationnel du Corps-franc de la Montagne Noire. | Officier de la Légion d'Honneur, Médaille de la Résistance |
| Pierre Julitte              | Chargé du 1er bureau de l'état-major de la France libre, puis de ses transmissions. Chargé de la réorganisation des liaisons de l'Afrique française libre. Responsable des liaisons radio de la Confrérie Notre-Dame. Déporté à Neue Bremm, Buchenwald, Dora et Bergen-Belsen. | Compagnon de la Libération, Croix de guerre 1939-1945, Croix du combattant volontaire, Médaille commémorative française de la guerre 1939-1945, médaille de la Résistance |
| Jean-Daniel Jurgensen       | cofondateur du réseau La Vraie France, en liaison avec le réseau Jade-Fitzroy (FFC) ; membre du comité directeur de Défense de la France, puis de celui du Mouvement de libération nationale.                                                                                  | médaille de la Résistance |
| Maurice Justin              | Avocat à la cour d’appel de Montpellier, Maire de Claret, membre mouvement Combat | médaille de la Résistance |

- Haut – A
- B
- C
- D
- E
- F
- G
- H
- I
- J
- K
- L
- M
- N
- O
- P
- Q
- R
- S
- T
- U
- V
- W
- X
- Y
- Z

## K
| Nom                           | Motif | Reconnaissance |
| ----------------------------- | --- | --- |
| Pierre Kaan                   | Membre de Libération-Sud. Déporté à Buchenwald. | médaille de la Résistance                                                                                           |
| Adolfo Kaminsky               | Membre du Mouvement de libération nationale. | Croix du combattant volontaire de la Résistance, médaille de la Résistance                                          |
| Bernard Karsenty              | Membre du groupe Géo-Gras, puis officier d'état-major au quartier-général de la France libre, et enfin officier de la 1re division française libre.           | Croix de guerre 1939-1945, médaille de la Résistance, Médaille de la Liberté                                        |
| Robert Keller alias "Le lion" | Membre du réseau Vengeance, responsable de l'opération Source K. Déporté à Natzweiler-Struthof, Oranienbourg-Sachsenhausen et enfin Bergen-Belsen.            | Héros de la Résistance                                                                                              |
| Marcel Kibler                 | Cofondateur de la Septième colonne d'Alsace (Réseau Martial) et des Groupes mobiles d'Alsace (GMA). Chef des Forces françaises de l'intérieur (FFI) d'Alsace. | Officier de la Légion d'honneur, Croix de guerre 1939-1945                                                          |
| Georges Kiefer                | Membre de la Septième colonne d'Alsace (Réseau Martial). Chef des Forces françaises de l'intérieur (FFI) du Bas-Rhin.                                         | Chevalier de la Légion d'honneur, Croix de guerre 1939-1945                                                         |
| Leo Kneler                    | FTP-MOI - groupe Manouchian. | Médaille des combattants contre le fascisme                                                                         |
| Paul Koepfler                 | Membre de l'Organisation de résistance de l'Armée | Médaille de la Résistance avec rosette Mort pour la France                                                          |
| Henri Krasucki                | Membre des FTP-MOI. Déporté à Birkenau, Jawischowitz (de) et Buchenwald.                                                                                      | |
| Annie Kriegel                 | Membre de la MOI. | |
| Hélène Kro                    | Membre des FTP-MOI. | médaille de la Résistance                                                                                           |
| Anne-Marie Krug-Basse         | Agent P2, volontaire 24 heure sur 24, dans le réseau FFC Action.                                                                                              | Croix de guerre 1939-1945, Médaille de la Résistance française, Croix du combattant, Croix du combattant volontaire |

- Haut – A
- B
- C
- D
- E
- F
- G
- H
- I
- J
- K
- L
- M
- N
- O
- P
- Q
- R
- S
- T
- U
- V
- W
- X
- Y
- Z

## L
| Nom                      | Motif | Reconnaissance |
| ------------------------ | --- | --- |
| Édouard Le Jeune         | motif ? | Croix du combattant volontaire, médaille de la Résistance                                                                                            |
| François de Labouchère   | Capitaine des FAFL, commandant l'escadrille Versailles du groupe de chasse Île-de-France. | Compagnon de la Libération, Croix de guerre 1939-1945, Médaille de la France libre, médaille de la Résistance, Distinguished Flying Cross            |
| André Lamarre            | Membre des FFI. | Mort pour la France / médaille de la Résistance |
| Bruno Larat              | Membre des FAFL, puis capitaine au BCRA, responsable du Centre des Opérations de Parachutage et d'Atterrissage (COPA). Déporté à Buchenwald et à Dora. | Croix de guerre 1939-1945, médaille de la Résistance, King's Medal for Courage in the Cause of Freedom                                               |
| André Lassagne           | Membre du mouvement Libération-Sud, puis du deuxième bureau de l'Armée secrète. Inspecteur général, adjoint du général Delestraint. Déporté à Natzweiler-Struthof, Gross-Rosen et Flössenburg. | |
| Germain Laur             | Chef départemental du réseau Combat dans le Tarn. Déporté à Auschwitz. | Croix de guerre 1939-1945, médaille de la Résistance                                                                                                 |
| Raymond Lavigne          | Membre des FFI de la région parisienne. | Croix de guerre 1939-1945 |
| Philippe Le Forsonney    | Membre du mouvement Combat Zone nord, officier des FFC. Déporté. | Croix de guerre 1939-1945, Croix du combattant volontaire de la Résistance, Médaille militaire, médaille de la Résistance                            |
| Jean-Baptiste Lebas      | Fondateur du réseau « L'Homme libre » et du premier Comité d'action socialiste. Déporté à Sonnenburg. | Héros de la Résistance |
| Jean Leca                | Membre du maquis urbain, a participé au Débarquement de Provence et à la Campagne d'Alsace. | Croix de guerre 1939-1945, médaille militaire, Croix du combattant volontaire de la Résistance, Grand-Officier de la Légion d'honneur                |
| Suzanne Leclézio         | Membre du réseau Cohors-Asturies. | Chevalier de la Légion d'Honneur. |
| Jacques Lecompte-Boinet  | Membre du mouvement Combat Zone nord et créateur du mouvement Ceux de la Résistance. | Compagnon de la Libération, Croix de guerre 1939-1945, Croix du combattant volontaire de la Résistance, médaille de la Résistance                    |
| Marie-Hélène Lefaucheux  | Préside la section féminine de l'Organisation civile et militaire. | Chevalier de la Légion d'honneur, croix de guerre 1939-1945, médaille de la Résistance avec rosette, croix du combattant volontaire de la Résistance |
| Pierre Lefaucheux        | Membre de l'Organisation civile et militaire ; chef des FFI de la région parisienne. | Officier de la Légion d'honneur, Compagnon de la Libération                                                                                          |
| Auguste Lefeuvre         | Résistant radio à Aulnat (Clermont-ferrand). Renseignait les Anglais sur leurs bombardements de l'usine Michelin. Arrêté par la milice française et déporté à Buchenwald en août 1944 et les mines de sel de Stassfurt. Revenu vivant, a dirigé l'aéroport de Saint-Jacques, à Rennes. Puis a vécu à Langrolay sur Rance. Mort en 1996. | Croix de guerre. Médaille de la résistance. Légion d'honneur.                                                                                        |
| Paul Legentilhomme       | Général des FFL, créateur et commandant de la 1re division française libre. Gouverneur général de Madagascar, commissaire à la Défense nationale au sein du CFLN, commandant de la 3e puis de la 1re région militaire, gouverneur militaire de Paris.                                                                                   | Compagnon de la Libération, Croix de guerre 1939-1945, médaille de la Résistance, Commandeur de l’Ordre du Bain, Commandeur de la Légion du Mérite   |
| Alain Le Ray             | Cofondateur et chef militaire du maquis du Vercors. Commandant des FFI de l'Isère. | Croix de guerre 1939-1945, médaille de la Résistance                                                                                                 |
| Yvonne Le Roux           | Membre du réseau Johnny. Déportée à Neuengamme puis à Ravensbrück. | Héros de la Résistance |
| Lucien Legros            | Cinq martyrs du lycée Buffon | Héros de la Résistance / Croix de guerre 1939-1945, médaille de la Résistance                                                                        |
| Maurice Lemarchands      | Commandant des forces de la Résistance dans la région Normande et Juste parmi les Nations | |
| Roger Lescure            | Dirige une école de formation pour les officiers et sous-officiers FFI. Lieutenant-colonel FFI, affecté à l'état-major de la région R5 | Compagnon de la Libération, Croix du combattant volontaire , médaille de la Résistance                                                               |
| Jean-Pierre Lévy         | Chef du mouvement Franc-Tireur | Compagnon de la Libération, Croix du combattant volontaire de la Résistance, médaille de la Résistance                                               |
| Roger Linet              | Commissaire interrégional des Francs-tireurs et partisans. Déporté à Natzweiler-Struthof puis à Dachau. | Croix de guerre 1939-1945, médaille de la Résistance                                                                                                 |
| Cesare Luccarini         | FTP-MOI - groupe Manouchian | Mort pour la France |
| Robert Lynen             | Sous-lieutenant du réseau Alliance | Croix de guerre 1939-1945, médaille de la Résistance                                                                                                 |
| Louis Loche              | Membre du groupe mobile d'opérations des Vosges, dans l'Armée secrète. | |
| Georges Loustaunau-Lacau | Fondateur du réseau Alliance. Déporté à Neue Bremm puis à Mauthausen. | |

- Haut – A
- B
- C
- D
- E
- F
- G
- H
- I
- J
- K
- L
- M
- N
- O
- P
- Q
- R
- S
- T
- U
- V
- W
- X
- Y
- Z

## M
| Nom                     | Motif | Reconnaissance |  |
| ----------------------- | --- | --- |  |
| Adrien Mabrut           | Député de la XVIe de la législature de la Troisième République, fait prisonnier par les allemands, il ne peut participer aux votes contre les pleins pouvoirs de Pétain, il est libéré pour des raisons de santé et rejoint la résistance. En juillet et août 1945, il est juré au procès de Pétain devant la Haute Cour de justice. | |  |
| André Malraux           | Commandant la brigade indépendante Alsace-Lorraine. | Compagnon de la Libération, Croix du combattant volontaire, médaille de la Résistance, Ordre du Service distingué |  |
| André Manuel            | L'un des fondateurs du Bureau central de renseignements et d'action. | |  |
| Mélinée Manouchian      | FTP-MOI | |  |
| Missak Manouchian       | FTP-MOI - groupe Manouchian | Mort pour la France / médaille de la Résistance |  |
| Maréchal Raymond        | FFI - Commandant | Mort pour la France, Légion d'honneur |  |
| André Marie             | Membre du réseau Georges France 31. Déporté à Buchenwald. | Croix de guerre 1939-1945, médaille de la Résistance |  |
| Colette Marin-Catherine | Âgée de 16 ans en 1944, elle devient agente d'information dans les environs de Caen puis infirmière après le débarquement de Normandie. | |  |
| Louis Martin-Bret       | Responsable de l'organisation des maquis de l'Armée secrète pour les Alpes. Préside le Comité départemental de libération des Basses-Alpes. | Héros de la Résistance |  |
| Pierre Masse            | Avocat et sénateur juif. Déporté à Auschwitz. | Héros de la Résistance |  |
| Robert Masson           | Réseaux d'appartenance : SR Air, CDLL, BCRA, Réseau Samson | Commandeur de la Légion d'Honneur, Compagnon de la Libération, Croix de guerre 1939-1945, King's Medal for Courage (GB), Officier de l'Ordre de la Couronne Royale (Belgique), Croix de guerre (Belgique)                                                                                           |  |
| Jean Mattéoli           | Membre du bureau des opérations aériennes et du réseau Alliance. Déporté à Neuengamme puis à Bergen-Belsen. | Croix de guerre 1939-1945, médaille de la Résistance |  |
| Violette Maurice        | Membre du réseau Mithridate. Déportée à Ravensbrück puis à Mauthausen. | médaille de la Résistance |  |
| Daniel Mayer            | Cofondateur du Comité d'action socialiste. | médaille de la Résistance française avec rosette |  |
| Pierre Mendès France    | Capitaine du groupe Lorraine des Forces aériennes françaises libres. Ministre de l'Économie nationale du Gouvernement provisoire de la République française. | Croix de guerre 1939-1945, médaille de la Résistance |  |
| Guillaume Mercader      | Responsable de l'Organisation civile et militaire dans le Bessin. | Croix de guerre 1939-1945, médaille de la Résistance, Bronze Star, King's Medal for Courage in the Cause of Freedom |  |
| Numen Mestre            | Guérillero espagnol, lieutenant des Forces françaises de l'intérieur. | Assassiné par les Franquistes au Camp de la Bota (Barcelone). |  |
| Pierre Meunier          | Membre de la Résistance intérieure française et compagnon de Jean Moulin. Secrétaire général du Conseil national de la Résistance | Croix de guerre 1939-1945, Médaille de la Résistance française avec rosette (décret du 25 avril 1946), Grand officier de la Légion d'honneur (1989), Commandeur de l'ordre national du Mérite |  |
| Edmond Michelet         | Chef du mouvement Combat pour le Limousin (région R5). Déporté à Dachau. | Juste parmi les nations / Croix de guerre 1939-1945, Croix du combattant volontaire, médaille de la Résistance |  |
| Simone Michel-Lévy      | Membre du réseau Action PTT. Déportée à Ravensbrück puis à Flossenbürg. | Compagnon de la Libération, Croix de guerre 1939-1945, Croix du combattant volontaire de la Résistance, Médaille des blessés de guerre, Médaille commémorative française de la guerre 1939-1945, Médaille de la déportation et de l'internement pour faits de Résistance, médaille de la Résistance |  |
| Boris Milev             | Responsable politique des FTP-MOI de la région parisienne. Recrute, entre autres, Missak Manouchian | Croix du combattant |  |
| Anne-Marie Mingat       | agent de liaison pour le maquis du Grésivaudan ; falsifie les documents administratifs en aidant les juifs à se cacher. | |  |
| Conrad Miret i Musté    | Dirigeant des FTP-MOI, assassiné à la prison de la Santé. | Mort pour la France |  |
| Josep Miret i Musté     | Résistant républicain espagnol, dit Lucien. | Assassiné au camp de Mauthausen |  |
| Gaston Monnerville      | Membre du mouvement Combat. | Croix de guerre 1939-1945, médaille de la Résistance |  |
| Jean Moulin             | Délégué civil et militaire de la France libre en zone libre. Organise la création de l'Armée secrète, des Mouvements unis de la Résistance et du Conseil national de la Résistance. Déporté. | Héros de la Résistance / Compagnon de la Libération, Croix de guerre 1939-1945, Médaille de la France libre, Médaille commémorative française de la guerre 1939-1945, Médaille militaire |  |
| Enric Moner Castell     | Guérillero espagnol, Forces françaises de l'intérieur. | Assassiné à Hradištko. |  |
| Renée Moreau            | Membre de l'Organisation spéciale puis des FTP. | Officier de la Légion d'honneur, Médaille militaire, Croix de guerre 1939-1945. |  |
| Tom Morel               | Chef des maquis de l'Armée secrète en Haute-Savoie. Commande le Maquis des Glières (Forces françaises de l'intérieur). | Compagnon de la Libération |  |
| Gaston Moutardier       | Dirigeant le mouvement Résistance PTT en Picardie ; membre de Libération-Nord. | Héros de la Résistance |  |
| Mució Miquel            | Résistant républicain espagnol en France. | Membre des Francs-tireurs et partisans, dit Roca, arrêté par la Gestapo en 1944, assassiné au camp de Neuengamme |  |

- Haut – A
- B
- C
- D
- E
- F
- G
- H
- I
- J
- K
- L
- M
- N
- O
- P
- Q
- R
- S
- T
- U
- V
- W
- X
- Y
- Z

## N
| Nom                  | Motif                                                                              | Reconnaissance                                                                         |
| -------------------- | ---------------------------------------------------------------------------------- | -------------------------------------------------------------------------------------- |
| Jean Nallit          | Membre du réseau Charette.                                                         | Juste parmi les nations / médaille de la Résistance                                    |
| Victor Nessmann      | Membre du mouvement Combat puis chef de l'Armée Secrète dans le secteur de Sarlat. | Chevalier de la Légion d'honneur, Croix de guerre 1939-1945, médaille de la Résistance |
| Jean Nicoli          | Responsable du Front national à Ajaccio.                                           | Mort pour la France                                                                    |
| Suzanne Noël         | Chirurgienne plastique engagée dans les deux guerres mondiales                     | Légion d'honneur                                                                       |
| Marthe Norgeu        | Membre du mouvement Libération-Nord.                                               |                                                                                        |
| Pierre Norgeu        | Membre du réseau Super-NAP.                                                        |                                                                                        |
| Mercedes Núñez Targa | Résistante républicaine espagnole, membre du PSUC.                                 |                                                                                        |

- Haut – A
- B
- C
- D
- E
- F
- G
- H
- I
- J
- K
- L
- M
- N
- O
- P
- Q
- R
- S
- T
- U
- V
- W
- X
- Y
- Z

## O
| Nom                   | Motif                                                         | Reconnaissance            |
| --------------------- | ------------------------------------------------------------- | ------------------------- |
| Joseph Olphe-Galliard | Aumônier général des Forces françaises libres                 | Croix de guerre 1939-1945 |
| Yvonne Oddon          | Membre du réseau du musée de l'Homme. Déportée à Ravensbrück. | médaille de la Résistance |

- Haut – A
- B
- C
- D
- E
- F
- G
- H
- I
- J
- K
- L
- M
- N
- O
- P
- Q
- R
- S
- T
- U
- V
- W
- X
- Y
- Z

## P
| Nom                                       | Motif | Reconnaissance |
| ----------------------------------------- | --- | --- |
| Yvonne Pagniez                            | Membre du mouvement Organisation civile et militaire. Déportée à Ravensbrück. | Croix de guerre 1939-1945, Médaille des Déportés et Internés de la Résistance, médaille de la Résistance |
| Maurice Parent Alias "Bédouin"            | Membre du Réseau Jove, a réussi à faire détruire par les alliés l'atelier de la firme allemande de moteurs BMW en France (bombardements de l'AIA d'Aulnat de mars et avril 1944) | Croix de guerre 39-45, médaille de l'ordre de la Libération, médaille de la Résistance |
| Charles Pasqua                            | Membre du mouvement Combat. | Médaille de la France libre. |
| André Paulet                              | Résistant déporté à Buchenwald. | Mort pour la France |
| Jean Paulhan                              | Cofondateur des Lettres françaises, membre du Comité national des écrivains. | Médaille de la Résistance |
| Paul Pauly                                | Membre du comité départemental de libération de la Creuse. | |
| Roger Payen                               | Membre des Jeunesses communistes. | |
| Henri Péan                                | Membre du réseau Turma-Vengeance, du réseau Marie-Odile, du réseau Marie-Claire et du mouvement Libération-Nord.                                                                 | Croix de guerre 1939-1945, Médaille de la Liberté, médaille de la Résistance |
| Joseph-Marie Perrin                       | Membre du réseau Témoignage chrétien. | Juste parmi les nations |
| Louis Pétri                               | Membre du mouvement Francs-tireurs et partisans. | Chevalier de la Légion d'honneur, Croix de guerre 1939-1945, médaille de la Résistance, membre d'honneur à titre militaire de l'Ordre de l'Empire britannique                                                         |
| Gérard Pichot                             | Membre de l'Organisation civile et militaire dans les Deux-Sèvres | |
| Odette Pilpoul                            | Fabrication de faux papiers pour les Juifs et les aviateurs alliés. Déportée à Ravensbrück, puis à Buchenwald.                                                                   | Juste parmi les nations / Croix de guerre 1939-1945, médaille de la Résistance |
| Christian Pineau                          | Cofondateur du mouvement Libération-Nord (rédacteur en chef du journal Libération), et des réseaux Phalanx et Cohors-Asturies. Membre du comité d'action socialiste.             | Compagnon de la Libération, Croix de guerre 1939-1945, médaille de la Résistance |
| Thérèse Pierre                            | Responsable des Francs-tireurs et partisans pour l'arrondissement de Fougères.                                                                                                   | Croix de guerre 1939-1945, médaille de la Résistance |
| Eugène Pinte Alias "Commandant Athos"     | commandant FFI du secteur Ouest Haute-Vienne (Maquis du Limousin) | Chevalier de la Légion d'Honneur au titre de la résistance Médaillé de la Résistance croix de guerre avec étoile de bronze au titre de la résistance Croix du combattant volontaire de la Résistance à titre posthume |
| Marcel Pirou dit "Deux-Mars"              | membre des Francs-tireurs et partisans du Finistère | |
| Marcel Pinte alias Quinquin               | Agent de liaison FFI du secteur Ouest Haute-Vienne (Maquis du Limousin) Sergent de la Résistance à titre Posthume. Plus jeune résistant connu de France                          | Mort pour la France Croix du combattant volontaire de la Résistance à titre posthume |
| Étienne Poitau Alias "Capitaine Stéphane" | Fondateur de la « compagnie Stéphane », maquis du Dauphiné, futur 1er bataillon de marche FFI.                                                                                   | médaille de la Résistance |
| Émile Picard                              | FTP du groupe Valmy. Déporté à Neuengamme puis Sachsenhausen. | Croix de guerre 1939-1945, médaille de la Résistance |
| Olivier de Pierrebourg                    | Chef d'une filière d'évasion pour réfugiés. Membre d'un réseau de résistance. | Juste parmi les Nations / Compagnon de la Libération, Croix de guerre 1939-1945, médaille de la Résistance, Médaille des évadés                                                                                       |
| Georges Politzer                          | Cofondateur du premier groupe de résistance universitaire Université libre | Mort pour la France |
| Maï Politzer                              | Résistante communiste, déportée à Auschwitz par le convoi du 24 janvier 1943 | Mort pour la France |
| Francisco Ponzán Vidal                    | Organisateur du réseau d'évasion « groupe Ponzan », lié au réseau Pat O'Leary | Mort pour la France |
| André Postel-Vinay                        | Participe au réseau Pat O'Leary. Membre du cabinet civil du général de Gaulle.                                                                                                   | Compagnon de la Libération, Croix de guerre 1939-1945 |
| Pierre Pranchère                          | Membre des Francs-tireurs et partisans. | |
| Edmond Proust                             | Chef départemental de l'Organisation civile et militaire, puis de l'Armée secrète et enfin des FFI pour les Deux-Sèvres.                                                         | Croix du combattant volontaire, Croix du combattant volontaire de la Résistance, médaille de la Résistance, Legion of Merit                                                                                           |
| Auguste Pichouron                         | Membre des Francs-tireurs et partisans. Déporté à Auschwitz, Buchenwald et Flossenburg.                                                                                          | médaille de la Résistance |
| Louis Pichouron                           | Chef FTP pour les Côtes-du-Nord. | médaille de la Résistance |
| Rosemonde Pujol                           | "Colinette" pendant la Résistance | médaille de la Résistance |

- Haut – A
- B
- C
- D
- E
- F
- G
- H
- I
- J
- K
- L
- M
- N
- O
- P
- Q
- R
- S
- T
- U
- V
- W
- X
- Y
- Z

## Q
| Nom                   | Motif                                                                            | Reconnaissance                                       |
| --------------------- | -------------------------------------------------------------------------------- | ---------------------------------------------------- |
| Henri Queuille        | Commissaire d'État et vice-président du Comité français de libération nationale. | Croix de guerre 1939-1945                            |
| Élisabeth Quintenelle | Infirmière du maquis de l'Oisans                                                 | Croix de guerre 1939-1945, médaille de la Résistance |

- Haut – A
- B
- C
- D
- E
- F
- G
- H
- I
- J
- K
- L
- M
- N
- O
- P
- Q
- R
- S
- T
- U
- V
- W
- X
- Y
- Z

## R
| Nom                                        | Motif | Reconnaissance |
| ------------------------------------------ | --- | --- |
| Philippe Ragueneau                         | Officier du BCRA. Délégué militaire départemental en Loire-inférieure. | Compagnon de la Libération, Croix de guerre 1939-1945, Croix du combattant volontaire, médaille de la Résistance, Médaille de la France libre, Africa Star, Silver Star, War Medal 1939-1945 |
| Conchita Ramos                             | Résistante en Haute-Garonne et dans les maquis de l'Ariège, déportée à Ravensbrück | Croix de guerre 1939-1945, médaille de la Résistance française |
| Serge Ravanel                              | Membre du comité directeur de Libération-Sud. Chef national des groupes francs des MUR. Chef régional des FFI (région R4). | Compagnon de la Libération, Croix de guerre 1939-1945, médaille de la Résistance, Médaille des évadés, Bronze Star |
| Marcel Rajman                              | FTP-MOI - groupe Manouchian | Mort pour la France / Médaille de la Résistance |
| Adam Rayski                                | Responsable national de la MOI. Cofondateur du Comité général de défense juive. | Croix de guerre 1939-1945, Médaille de la Résistance |
| David Régnier                              | Membre puis responsable du Corps franc de protection de Défense de la France. | Chevalier de la Légion d'honneur, Compagnon de la Libération, Croix de guerre 1939-1945, médaille de la Résistance |
| René Renard                                | Membre des Francs-tireurs et partisans. | Croix de guerre 1939-1945, Croix du combattant volontaire de la Résistance, médaille de la Résistance |
| Anne-Marie Renaud de Saint Georges         | Membre de la Confrérie Notre-Dame, collaboratrice de Pierre Brossolette. Déportée à Ravensbrück. | Chevalier de la Légion d'Honneur, Médaille militaire, Croix de guerre 1939-1945, médaille de la Résistance |
| Gilbert Renault, aussi appelé Colonel Rémy | Agent du BCRA, organisateur de la Confrérie Notre-Dame, créateur du réseau Centurie. | Compagnon de la Libération, Croix de guerre 1939-1945, médaille de la Résistance, Croix de guerre belge, Legion of Merit, Ordre du Service distingué |
| Jacques Renouvin                           | Chef national des groupes francs du mouvement Combat. Déporté à Mauthausen. | Mort pour la France / Compagnon de la Libération, Croix de guerre 1939-1945, médaille de la Résistance |
| Germaine Ribière                           | Membre du réseau Témoignage chrétien. Agent de liaison du mouvement Combat. | Juste parmi les nations |
| Henri Ribière                              | Socialiste, cofondateur de Libération-Nord, membre du Conseil national de la Résistance. | Médaille de la Résistance française avec rosette |
| Maurice Ripoche                            | Membre du mouvement Ceux de la Libération. | Héros de la Résistance |
| Michel Riquet                              | Membre du réseau Hector, du groupe Combat Zone nord et du réseau Comète. Déporté à Mauthausen puis à Dachau. | |
| Élise Rivet                                | Liée aux mouvements unis de la Résistance. Déportée à Ravensbrück. | Héros de la Résistance / Juste parmi les nations |
| Paul Rivière                               | Membre de Combat Zone nord, puis de Combat. Chef de la SAP | Compagnon de la Libération, Croix de guerre 1939-1945, médaille de la Résistance, Croix du combattant volontaire de la Résistance |
| Marcel-Gabriel Rivière                     | Chef des groupes francs de Combat pour la région R1. Déporté à Dachau. | |
| Edmone Robert                              | Membre du réseau Front national (Résistance). | |
| Jacques Robert-Rewez                       | Membre de la Confrérie Notre-Dame, du réseau Phratrie, puis de la Direction générale des études et recherches. | Compagnon de la Libération, Croix de guerre 1939-1945, médaille de la Résistance, Ordre du Service distingué, Médaille de la Liberté, Ordre de l'Empire britannique |
| Marcel Roclore                             | Membre du comité directeur de Ceux de la Résistance | Croix de guerre 1939-1945, médaille de la Résistance |
| Claude Rodier                              | Sergent-chef des mouvements unis de la Résistance d'Auvergne. Déportée à Ravensbrück. | |
| Albert Rohmer                              | Membre des mouvements unis de la Résistance d'Auvergne. Déporté à Neuengamme. | Croix de guerre 1939-1945, médaille de la Résistance. |
| Cécile Rol-Tanguy                          | Agent de liaison communiste. | Médaille de la Résistance |
| Henri Rol-Tanguy                           | Membre de l'Organisation spéciale, responsable du secteur Sud de Paris. Responsable militaire des FTP pour la région P1 (Île-de-France), puis chef FTP en Poitou-Anjou. Membre de l'état-major des FFI de l'Île -de-France, puis chef régional des FFI. Membre du poste de commandement de la 1re armée. | Compagnon de la Libération, Croix de guerre 1939-1945, médaille de la Résistance, Croix du combattant volontaire, Croix du combattant volontaire de la Résistance, Médaille présidentielle de la Liberté |
| Jacques-Yves Rollot                        | Adjoint en mai 1942 puis chef de l'Organisation civile et militaire en région B, il quitte la région en août 1943 pour rejoindre Madrid puis Londres. Engagé dans les Forces Françaises Libres à Londres le 20 septembre 1943 et désormais lieutenant-colonel, Rollot intègre le Bureau central de renseignements et d'action (BCRA) qui va devenir la Direction générale des Services spéciaux et rejoint Alger au début de l’année 1944 où il est chargé du renseignement pour le sud-ouest. De retour en France à la suite du Débarquement et désormais colonel, il est alors membre de l’État-Major Général en juillet 1944 puis nomme général de Brigade et Gouverneur militaire du Palais du Luxembourg de 1946 à 1947. | Chevalier (1917), Officier, Commandeur de la Légion d’Honneur, Croix de Guerre 1914-1918 (4 citations) avec 3 palmes, étoile d’argent et étoile de vermeil, Croix de Guerre 1939-1945, Médaille de la Résistance française; Croix du Combattant volontaire 1939-1945; Médaille des Evadés; Médaille interalliée de la Victoire; Médaille commémorative des services volontaires dans la France Libre |
| Gaston Roussel                             | motif ? | Croix de guerre 1939-1945, médaille de la Résistance, Croix du combattant volontaire, Médaille des évadés |
| Maurice Rousselier                         | Membre du mouvement Libération-Sud. Chef de l'Armée secrète pour la région R4 (Toulouse). Chef des FFI pour la région R5 puis de la 12e région militaire (Limoges). | |
| Victor Roux,                               | Lieutenant l'Armée Secrète, groupe Périclés; instructeur puis chef de groupe à LYON. | Mort pour la France, Croix de guerre 39/45 avec palme, Légion d'Honneur, Médaille de la Résistance |
| Roger Rouxel                               | FTP-MOI - groupe Manouchian. Caporal FFI | Mort pour la France / Médaille de la Résistance |

- Haut – A
- B
- C
- D
- E
- F
- G
- H
- I
- J
- K
- L
- M
- N
- O
- P
- Q
- R
- S
- T
- U
- V
- W
- X
- Y
- Z

## S
| Nom                                                    | Motif | Reconnaissance |
| ------------------------------------------------------ | --- | --- |
| Jean Sainteny                                          | Chef régional du réseau Alliance en Normandie.                                                                                                   | Compagnon de la Libération, Croix de guerre 1939-1945, médaille de la Résistance |
| Paul Saint-Guily                                       | Chargé d'une partie du renseignement pour la France Libre.                                                                                       | Croix de guerre |
| Bernard Saint-Hillier                                  | Officier, puis commandant de la 13e demi-brigade de Légion étrangère.                                                                            | Compagnon de la Libération, Croix de guerre 1939-1945, Croix de la Valeur militaire, médaille de la Résistance |
| Pablo Sánchez                                          | Républicain espagnol, guérillero, membre des FFI-UNE.                                                                                            | Mort pour la France |
| Jacques Sauvegrain                                     | Membre du maquis Bir-Hakeim. | Croix de guerre 1939-1945, médaille de la Résistance |
| Jacques Savey                                          | Commandant du 1er bataillon d'infanterie de marine.                                                                                              | Compagnon de la Libération |
| Fred Scamaroni                                         | Agent du BCRA. Chef du réseau Action R2 Corse.                                                                                                   | Mort pour la France / Compagnon de la Libération, Croix de guerre 1939-1945 |
| Marie-Claire Scamaroni                                 | | |
| Willy Schapiro                                         | FTP-MOI - groupe Manouchian | Mort pour la France / Médaille de la Résistance |
| Jean Sciou                                             | Chef de région Bretagne-Manche de la Confrérie Notre-Dame.                                                                                       | Croix de guerre 1939-1945, Croix du combattant volontaire de la Résistance, médaille de la Résistance, Médaille des Déportés et Internés de la Résistance, King's Medal for Courage in the Cause of Freedom, Médaille de la Résistance polonaise en France |
| Jean Louis Scotet, dit Joseph Alias "Job La Mitraille" | Membre des Francs-tireurs et partisans. Adjudant au bataillon Stalingrad. Chef du maquis des montagnes noires.                                   | Mort pour la France |
| Simone Segouin                                         | Membre des Francs-tireurs et partisans. | Croix de guerre 1939-1945 |
| Georges Séguy                                          | Responsable d'un groupe de Francs-tireurs et partisans.                                                                                          | |
| Jean Sigala                                            | Membre du mouvement Combat. | |
| Jane Sivadon                                           | Membre du comité directeur de Combat Zone nord.                                                                                                  | Croix du combattant volontaire, médaille de la Résistance |
| Antoine de Solere                                      | FFI. | |
| Jacques Solomon                                        | Cofondateur du premier groupe de résistance universitaire Université libre                                                                       | Mort pour la France |
| Jean-Jacques Soudeille                                 | Cofondateur du mouvement Franc-Tireur. | |
| Pierre Souletie                                        | Lieutenant de l'Armée secrète de Tulle. | |
| Jean Stephan                                           | Membre du mouvement Francs-tireurs et partisans. Fusillé au Mont Valérien.                                                                       | Médaille de la Résistance |
| Roger Stéphane                                         | Membre de Combat, commandant des FFI de l'Hôtel de Ville.                                                                                        | |
| Jean Stetten-Bernard                                   | Agent du BCRA, résistant faussaire (100 000 faux-papiers à son actif).                                                                           | Médaille de la Résistance |
| Jacques Stosskopf                                      | Ingénieur du Génie Maritime, sous-directeur de l'Arsenal de Lorient, membre du réseau Alliance, arrêté, déporté et exécuté au camp du Strutthof. | Mort pour la France, Commandeur de la Légion d'Honneur à titre posthume. |

- Haut – A
- B
- C
- D
- E
- F
- G
- H
- I
- J
- K
- L
- M
- N
- O
- P
- Q
- R
- S
- T
- U
- V
- W
- X
- Y
- Z

## T
| Nom                               | Motif | Reconnaissance |
| --------------------------------- | --- | --- |
| Georges Tainturier                | Membre de Combat Zone nord, dirigeant du groupe de Compiègne. | |
| Alphonse Tanguy                   | Membre du réseau CND-Castille des FFC | Mort pour la France / Médaille de la Résistance avec rosette                                                               |
| Jean-Louis du Temple de Rougemont | Lieutenant-colonel du Corps franc Pommiès, premier adjoint de son chef.                                                                                            | Croix de guerre 1939-1945, Croix de la Valeur militaire, médaille de la Résistance                                         |
| Wilhem Tchappsky                  | Engagé volontaire le 1er mars 1940 au 21e RMVE, puis membre des Forces Françaises de l'Intérieur. Fait prisonnier de guerre, il s'évade en octobre 1943.           | Porte drapeau de la section de Bessan de la Fédération Nationale des Prisonniers de Guerre.                                |
| Pierre-Henri Teitgen              | Membre du réseau Liberté, secrétaire général du Comité général des études.                                                                                         | Croix de guerre 1939-1945, médaille de la Résistance, Compagnon de la Libération                                           |
| Alfred Testot-Ferry               | Membre de l'organisation Jeunesse et montagne. | Croix de guerre 1939-1945                                                                                                  |
| Pierre Thomine Desmazures         | Membre du réseau Brandy. | Croix de guerre 1939-1945, médaille de la Résistance, Medal of Freedom                                                     |
| Charles Thomas                    | Membre des Forces françaises de l'intérieur. Fusillé par les Nazis.                                                                                                | Officier de la Légion d'honneur, Croix de guerre 1939-1945, médaille de la Résistance                                      |
| Édith Thomas                      | Résistante communiste. | |
| Germaine Tillion                  | Dirigeante du Réseau du musée de l'Homme. | Croix de guerre 1939-1945, médaille de la Résistance, Médaille des Déportés et Internés de la Résistance                   |
| Jean-Pierre Timbaud               | Membre de la Confédération générale du travail. Fusillé. | |
| Louis Torcatis                    | Chef départemental de l'Armée secrète des Pyrénées-Orientales. Créateur des groupes francs de la région R3 (Languedoc-Roussillon-Aveyron). Lieutenant-colonel FFI. | Compagnon de la Libération, Croix de guerre 1939-1945, médaille de la Résistance                                           |
| Josette Torrent                   | Une des plus jeunes résistantes de France à l’âge de 12 ans | |
| Alfred Touny                      | Cofondateur et dirigeant de l'OCM. Président de la commission militaire du Conseil national de la Résistance.                                                      | Compagnon de la Libération, Croix de guerre 1939-1945, médaille de la Résistance                                           |
| Auguste Tourtaud                  | Chef d'état-major des Francs-tireurs et partisans dans la Creuse.                                                                                                  | |
| Gérard de Turckheim               | Membre du maquis de Bauges en Savoie. | Officier de la Légion d'honneur, Croix du combattant volontaire 1939-1945, Croix du combattant volontaire de la Résistance |

- Haut – A
- B
- C
- D
- E
- F
- G
- H
- I
- J
- K
- L
- M
- N
- O
- P
- Q
- R
- S
- T
- U
- V
- W
- X
- Y
- Z

## U
| Nom               | Motif                              | Reconnaissance |
| ----------------- | ---------------------------------- | -------------- |
| Guillaume d'Ussel | Membre de l'Armée secrète à Brive. |                |

- Haut – A
- B
- C
- D
- E
- F
- G
- H
- I
- J
- K
- L
- M
- N
- O
- P
- Q
- R
- S
- T
- U
- V
- W
- X
- Y
- Z

## V
| Nom                           | Motif | Reconnaissance |
| ----------------------------- | --- | --- |
| Édouard Valéry                | commissaire aux opérations en Dordogne (département)                                                                                   | médaille de la Résistance |
| Fernand Valnet                | Membre de l'Organisation de résistance de l'Armée                                                                                      | Chevalier de la Légion d'Honneur Croix de guerre avec palme Médaille de la Résistance Mort pour la France                                                               |
| Paul de Vanssay               | Chef de camp des maquis de l'Ain et du Haut-Jura.                                                                                      | Mort pour la France / Compagnon de la Libération, Croix de guerre 1939-1945, médaille de la Résistance                                                                  |
| Yvette Varvoux                | Adjudant-chef Francs-tireurs et partisans. Fondatrice d'un réseau d'agents de liaison.                                                 | Croix de guerre 1939-1945, Croix du combattant, Croix du combattant volontaire de la Résistance, Médaille militaire, Médaille des Déportés et Internés de la Résistance |
| Odile de Vasselot             | Membre du Réseau Comète | |
| Gilbert Védy, dit « Médéric » | Membre du mouvement Ceux de la Libération.                                                                                             | Héros de la Résistance / Compagnon de la Libération |
| Marcellin Verbe               | Membre du réseau Éleuthère puis du comité directeur du Front national.                                                                 | |
| François Verdier              | Membre du mouvement Libération-Sud. Chef régional des Mouvements unis de la Résistance pour la région R4.                              | |
| Jean Verdier                  | motif ? | Croix de guerre 1939-1945, médaille de la Résistance |
| Maurice Verdier               | Membre du réseau Étienne-Leblanc coordonné par l'Anglais Maurice Buckmaster,                                                           | |
| Jean-Pierre Vernant           | Membre du mouvement Libération-Sud. Responsable départemental de l'Armée secrète en Haute-Garonne, puis chef régional FFI (région R4). | Compagnon de la Libération, Croix de guerre 1939-1945 |
| Achille Viadieu               | Membre du réseau de contre-espionnage Morhange.                                                                                        | |
| Roger Vilain alias "Caro"     | Membre des FFI | Médaille Militaire, Croix de Guerre 1939-1945, (avec étoile de bronze), Médaille commémorative française de la guerre 1939-1945                                         |
| Boris Vildé                   | Cofondateur du Réseau du musée de l'Homme.                                                                                             | |
| Léonce Vieljeux               | Membre du réseau Alliance. | Mort pour la France |
| Elie Vieux                    | Membre du réseau Noyautage des administrations publiques. Président du comité de libération de Roanne                                  | médaille de la Résistance |
| Pierre Villon                 | Membre du Front national. Dirigeant du COMAC.                                                                                          | Croix de guerre 1939-1945, médaille de la Résistance, médaille des évadés                                                                                               |
| Rose Vincent                  | Membre du réseau Défense de la France.                                                                                                 | médaille de la Résistance |
| Pierre Virlogeux              | Membre du réseau Alibi. Commandant des mouvements unis de la Résistance d'Auvergne.                                                    | Croix de guerre 1939-1945, médaille de la Résistance |
| Pierre Virol                  | Imprimeur de fausses cartes et de journaux clandestin, accueil de pilotes tombés vers Colombes.                                        | |
| André Viziere                 | Membre des FFI | |
| Michel Voisin                 | Membre des FFI | Croix de guerre 1939-1945 |

- Haut – A
- B
- C
- D
- E
- F
- G
- H
- I
- J
- K
- L
- M
- N
- O
- P
- Q
- R
- S
- T
- U
- V
- W
- X
- Y
- Z

## W
| Nom                   | Motif | Reconnaissance |
| --------------------- | --- | --- |
| Wolf Wajsbrot         | FTP-MOI - groupe Manouchian                                                                                                   | Mort pour la France / Médaille de la Résistance |
| Rose Warfman          | Membre du mouvement Combat.                                                                                                   | Croix de guerre 1939-1945, Croix du combattant volontaire de la Résistance, Médaille militaire |
| Paul Winter           | Cofondateur de la Septième colonne d'Alsace (Réseau Martial) et chef des Forces françaises de l'intérieur (FFI) du Haut-Rhin. | Officier de la Légion d'honneur, Commandeur de l'ordre national du Mérite, Croix de guerre 1939-1945 avec palme, Médaille de la Résistance française avec rosette, Chevalier de l'ordre équestre du Saint-Sépulcre de Jérusalem |
| Robert Witchitz       | FTP-MOI - groupe Manouchian                                                                                                   | Mort pour la France / Médaille de la Résistance |
| Suzanne Wesse-Vasseur | Résistante française en Allemagne                                                                                             | |

- Haut – A
- B
- C
- D
- E
- F
- G
- H
- I
- J
- K
- L
- M
- N
- O
- P
- Q
- R
- S
- T
- U
- V
- W
- X
- Y
- Z

## Y
| Nom                   | Motif                   | Reconnaissance                              |
| --------------------- | ----------------------- | ------------------------------------------- |
| Simone Jacques-Yahiel | Membre du réseau Brandy | Médaille de la Résistance, Medal of Freedom |

- Haut – A
- B
- C
- D
- E
- F
- G
- H
- I
- J
- K
- L
- M
- N
- O
- P
- Q
- R
- S
- T
- U
- V
- W
- X
- Y
- Z

## Z
| Nom             | Motif                             | Reconnaissance                  |
| --------------- | --------------------------------- | ------------------------------- |
| Antoine Zattara | Faux-papiers et renseignements    | Citation à l'ordre de la Nation |
| Yvonne Ziegler  | Membre du réseau Cohors-Asturies. | Croix de Guerre 1939-1945.      |

- Haut – A
- B
- C
- D
- E
- F
- G
- H
- I
- J
- K
- L
- M
- N
- O
- P
- Q
- R
- S
- T
- U
- V
- W
- X
- Y
- Z